# Hecate

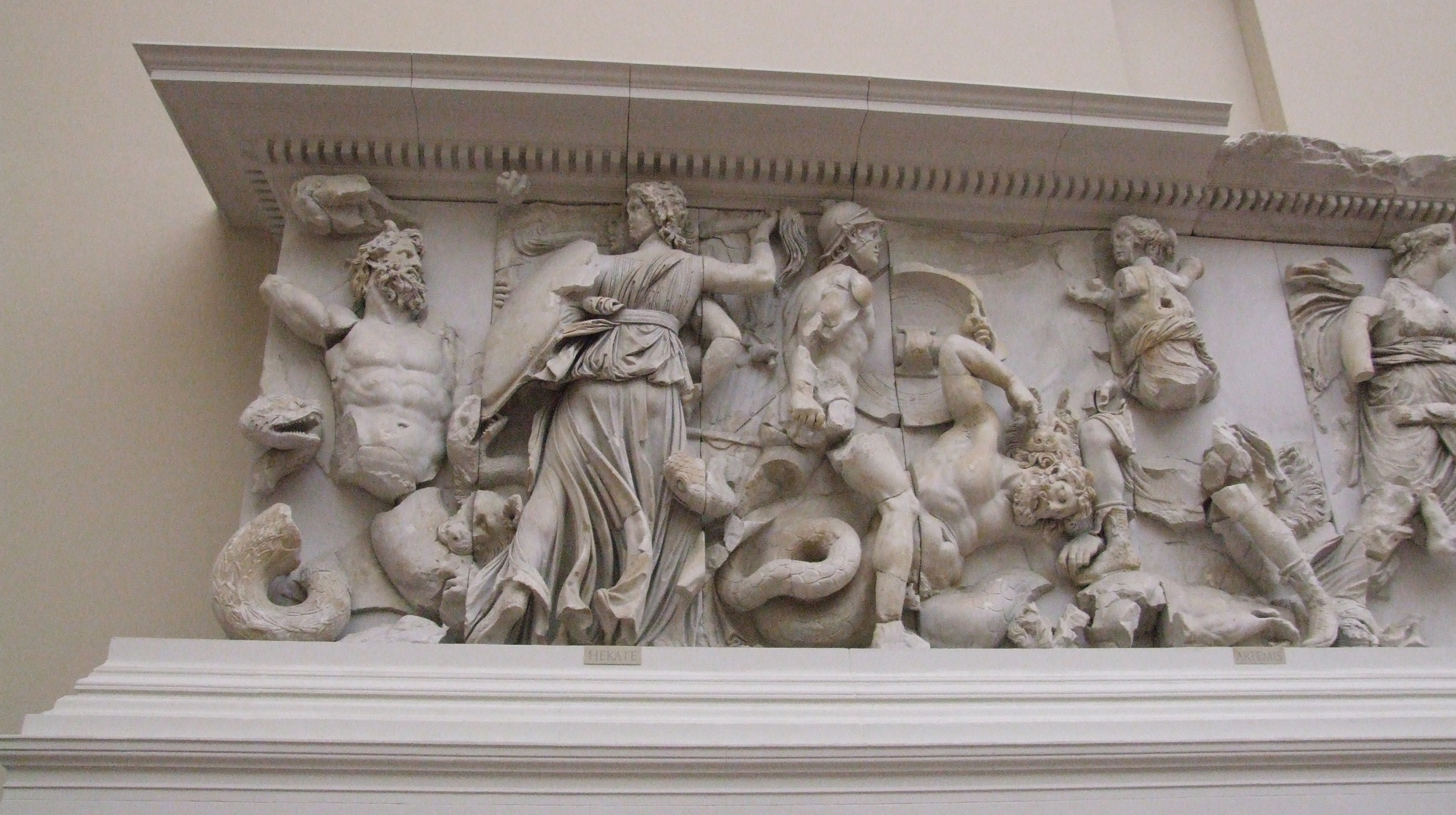
Hecate contra lui Klytios pe care îl pârjolește cu focul iadului (altar din muzeul Pergamon, Berlin)

Hecate a fost zeița greacă a răscrucilor, a ceții si a magiei. De cele mai multe ori este înfățișată cu trei capete; unul de câine, unul de șarpe și unul de cal. De obicei, este însoțită de două fantome de câini, despre care se spune că o slujesc. Hecate este percepută greșit ca zeița vrăjitoriei și a răului, dar, de fapt, a făcut câteva lucruri foarte bune. O astfel de faptă este salvarea lui Persefona, (fiica lui Demeter, regina lumii subterane și fecioara primăverii) din lumea de dedesubt. Hecate, se spune, bântuie o răscruce cu trei drumuri, fiecare din capete uitându-se într-o anumită direcție. Se mai zice că apare atunci când luna de fildeș strălucește.